# Francés de Beaumont y Navarra
Francés de Beaumont y Navarra o bien Francisco de Beaumont y Navarra por su correcta traducción del francés: François de Beaumont y Navarra (Pamplona, Reino de Navarra de la Corona de España, ca. 1545 - Buenos Aires, ca. 1620) fue un militar navarro-español, que llegó al rango de general, y funcionario colonial que interinamente ocupó el cargo de gobernador del Río de la Plata y del Paraguay entre 1601 y 1602, y luego, en un breve período en el año 1615. 

## Biografía

### Origen familiar y primeros años
Francés de Beaumont y Navarra había nacido hacia 1545 en la ciudad de Pamplona, capital del Reino de Navarra que formaba parte de la Corona española, luego de la invasión castellano-aragonesa de 1512, siendo hijo del homónimo Francés de Beaumont y Navarra (n. 1491 - f. ca. 1550), señor de Arazuri, de Montalbán, de Acotáin y de Esparza, además de caballero de la Orden de Santiago y comendador de Los Santos, y de su esposa, Isabel Beatriz Icart y Margarit (n. ca. 1504), una hija de mosén Andrés Icart Doncel (n. Barcelona, ca. 1474) y de Leonor de Margarit.
|  | Territorio incorporado a Castilla en 1463.              |
|  | Dominios de la Casa de Albret.                          |
|  | Dominios de la Casa de Foix.                            |
|  | Reino de Navarra incorporado a Castilla en 1515.        |
|  | Baja Navarra abandonada por la Corona española en 1530. |

Reino de Navarra durante la etapa de su conquista (1463-1530) con los dominios patrimoniales de las casas de Foix y Albret.

El imperio de Felipe II de España en 1598, distinguiendo el ámbito de cada Consejo territorial en el sistema polisinodial de la Monarquía Hispánica.

Tenía una hermana mayor llamada Luisa de Beaumont y Navarra (1524-1557) quien heredara los señoríos paternos de Arazuri y Montalbán —por ser su hermano Francés menor de edad— que se casó con Prudencio de Avendaño y Gamboa (f. 22 de abril de 1568), VIII señor de Villarreal de Álava y demás Estados, y con quien concibió los dos hijos subsiguientes.
Dichos sobrinos eran Diego de Avendaño Gamboa y Beaumont (f. 1612), IX señor de Villarreal, de Urquizu, de Olaso, de Arazuri, de Montalbán y otros, y la segundogénita María de Avendaño y Gamboa que se enlazaría con Antonio de Guevara y Manrique, señor de Escalante, Treceño y Valdaliga, para concebir a Luis de Guevara Avendaño y Gamboa, I conde de Escalante y I vizconde de Treceño, ambos desde 1627.
Además Francés tenía un primo que se lo suele confundir por llamarse también Francés de Beaumont y Navarra  (Pamplona, ca. 1516 - Guerendiáin, e/ 17 de noviembre y diciembre de 1546), IV vizconde de Arberoa y III barón de Beorlegui, y quien fuera un hijo de Tristán de Beaumont y Navarra (Puente la Reina, ca. 1470 - ib., e/ enero y septiembre de 1527), III vizconde, II barón y IV señor de Lacarra, y de su sobrina segunda y esposa, la Magnífica y Noble Señora Adriana de Beaumont y Navarra. Esta prima segunda de Francés, casada con su tío, era una bisnieta del mariscal mosén Beltrán II Enríquez de Lacarra, IV señor de Ablitas.
Dicho primo homónimo se enlazó con una sobrina segunda de ambos llamada Leonor de Beaumont y Navarra (Alfaro, e/ septiembre y 10 de diciembre de 1524 - Corella, 13 de septiembre de 1560), II señora de Guerendiáin, IV de Santacara y VI de Castejón, para concebir a su única hija y heredera María Martina de Beaumont y Navarra.
Sus abuelos paternos eran Juan de Beaumont y Navarra (n. ca. 1450), señor de Arazuri, Estúñiga, Piedramillera y Valdelana —quien fuera un hijo natural de Luis de Beaumont y Navarra (f. Jarque de Zaragoza, Aragón, 16 de octubre de 1508), I marqués de Huéscar desde 1495 con carácter vitalicio, II conde de Lerín y condestable de Navarra, y una mujer aún no documentada— y Luisa Urtubi de Monreal (n. ca. 1465) que era hija de mosén Juan de Monreal, señor de Urtubia y tesorero de Navarra.
Pertenecía a la familia de los Beaumont que descendía del infante Luis de Navarra, conde de Beaumont-le-Roger, quien fuera hijo de la reina Juana II y bisnieto paterno de Felipe III de Francia "el Atrevido" de la Casa de los Capetos.
También por vía de su tatarabuela Juana de Navarra, I condesa de Lerín desde el 25 de agosto de 1424 y I señora de Sada y de Eslava, era descendiente del rey Carlos III "el Noble".

### Gobernante del Río de la Plata y del Paraguay

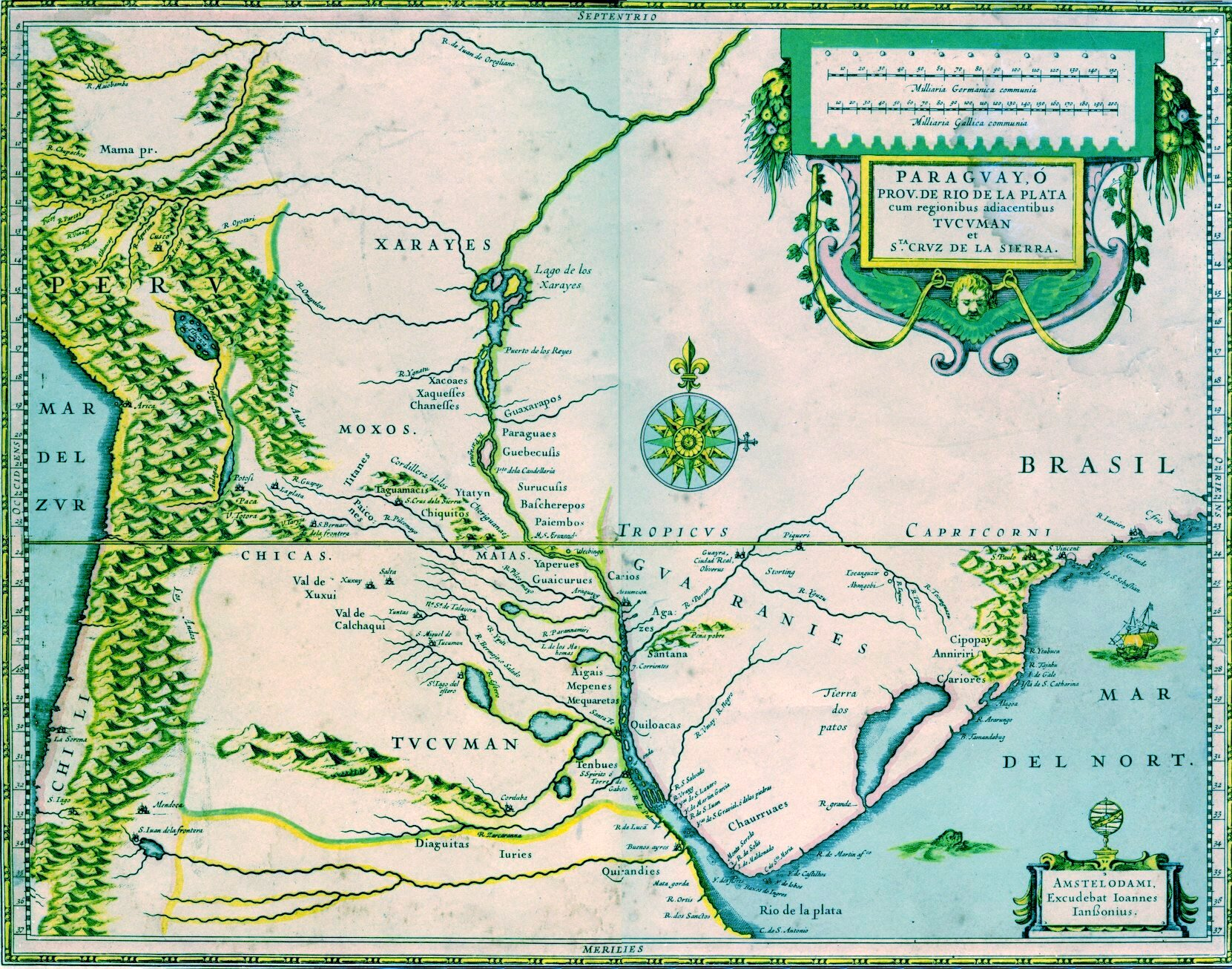
El Virreinato del Perú con la Real Audiencia de Charcas, la gobernación del Tucumán y la del Río de la Plata y Paraguay, en un mapa de 1600.

Francés de Beaumont y Navarra se embarcó hacia Sudamérica con Diego Rodríguez Valdez y de la Banda, en el año 1598. Al llegar a destino ocuparía el cargo de teniente de gobernador general de Buenos Aires.
Cuando Rodríguez Valdez fue nombrado gobernador del Río de la Plata y del Paraguay en 1599, designó a Beaumont como su lugarteniente y por ende, como teniente de gobernador general de Asunción.
Beaumont sucedió a Valdez en el cargo de gobernador como interino, en enero de 1601, y el 8 de abril del mismo año, el cabildo de Santiago de Jerez le informó el estado fatal en que se encontraba y por tal motivo necesitaba del permiso para su urgente traslado.
A finales del mismo año los conquistadores votaron para el cargo de gobernador interino a Hernandarias, pero no consiguieron que Beaumont cediese el poder.
El 1º de agosto de 1602 entregó el mando  de la gobernación a Hernando Arias de Saavedra por virtud de una real provisión. Fue elegido como alcalde ordinario de primer voto del Cabildo de Buenos Aires en 1606 y en 1607.
Beaumont volvería a ser nombrado gobernador interino por el virrey y la Real Audiencia de Lima, el 8 de junio de 1614, por lo cual partió de Lima el 4 de julio del mismo año, para llegar seis meses más tarde a la ciudad de Santa Fe, adonde tomaría posesión de su nuevo cargo.

### Último interinato y fallecimiento
En 1615 reasumió en forma breve e interinamente el cargo desde el 8 de enero hasta el 3 de mayo del corriente, y testaría en Buenos Aires en el año 1620.